# Système de la bande dessinée

Système de la bande dessinée est un ouvrage de Thierry Groensteen analysant la bande dessinée sous un angle sémiotique. Issu de sa thèse de doctorat soutenue en 1996 à l'université de Toulouse II, il est publié en 1999 par les Presses universitaires de France, qui n'avaient auparavant jamais consacré de livre à la bande dessinée. Sa suite Bande dessinée et Narration paraît en 2011 dans la même collection.

## Éditions

### Système de la bande dessinée
- (fr) Système de la bande dessinée, Paris : Presses universitaires de France, coll. « Formes sémiotiques », 1999.
- (cs) Stavba komiksu (trad. Barbora Antonová), Brno : Host, 2005.
- (en) The System of Comics (trad. Bart Beaty), Jackson : University Press of Mississippi, 2007.
- (ja) Manga no shisutemu (ンガのシステム?), Tōkyō : Seidosha, 2009.

### Bande dessinée et narration
- (fr) Bande dessinée et narration. Système de la bande dessinée II, Paris : Presses universitaires de France, coll. « Formes sémiotiques », 2011.
- (en) Comics and Narration (trad. Ann Miller), Jackson : University Press of Mississippi, 2013.

### Documentation
- Camille Baurin, « Bande dessinée et narration. Système de la bande dessinée 2 », Carnets de la BD, novembre 2011.
- Jean-Marc Dewaele, « Groensteen, Thierry. Système de la bande dessinée », Journal of French Language Studies vol. 11, no 2, septembre 2001, p. 274-5.
- Julien Falgas, « Thierry Groensteen, Bande dessinée et narration. Système de la bande dessinée 2 », Questions de communication no 22, 2012, p. 324-6.
- (en) Thierry Groensteen, « A Few Words about The System of Comics and More... », dans European Comic Art no 1, Liverpool : Liverpool University Press vol. 1:1, printemps 2008, p. 87-93.